# أولينا شيفتشينكو
أولينا أوليهيفنا شيفتشينكو (ولدت عام 1982)، ناشطة أوكرانية في مجال حقوق النساء ومجتمع الميم. شاركت بعد عملها كمعلمة، في تأسيس منظمة إنسايت غير الحكومية في عام 2007 للدفاع عن شمولية مجتمع الميم على المنصات النسوية. بدأت المشاركة في المناسبات السنوية بما في ذلك مسير يوم المرأة العالمي، ويوم تذكر مغايري النوع الاجتماعي ومهرجان المساواة، للاحتجاج على التمييز ضد المرأة وأفراد مجتمع الميم في أوكرانيا ودول سوفيتية سابقة أخرى. هاجمها خصومها مرارًا وتكرارًا على المناسبات التي نظمتها.
شغلت شيفتشينكو أيضًا منصب الرئيس المشارك لمجلس مجتمع الميم في أوكرانيا، وانتُخبت في مجلس إدارة المنظمة الدولية للمثليات والمثليين ومزدوجي الميول الجنسية ومغايري النوع الاجتماعي والكُوير وثنائيي الجنس والشباب. كما أنها عضوة في مجالس إدارة الفرع الأوروبي للرابطة الدولية للمثليات والمثليين ومزدوجي الميول الجنسية والعابرين وثنائيي الجنس، ومجتمع مثليات أوروبا ووسط آسيا.
تعدّ من أبرز ناشطات مجتمع الميم في أوكرانيا، واعتُرف بعملها في مجال حقوق الإنسان عند حصولها على جائزة توليب لحقوق الإنسان عام 2021 من وزارة الخارجية الهولندية. حصلت في عام 2022 على الجائزة الدولية لمدينة باريس لحقوق أفراد مجتمع الميم عين، تقديرًا لعملها في منظمة إنسايت.

## النشأة والتعليم
ولدت أولينا أوليهيفنا شيفتشينكو، والتي تُدعى أحيانًا لينا، في عام 1982، في منطقة دارنيتسكي في كييف، بينما كانت جزءًا من جمهورية أوكرانيا الاشتراكية السوفياتية. بدأ والدها- الذي كان يهوديًا- العمل في صناعة الأحذية، لكنه عمل لاحقًا في البناء. تنقلت الأسرة كثيرًا، وعاشوا في غرفة واحدة في دار ضيافة عندما كانت في الصف الأول. بدأت تعلم الجودو في عمر التاسعة، واهتمت بالمصارعة الحرة، رغم كونها رياضة هيمن عليها الذكور.
شكلت شيفتشينكو فريق المصارعة الوطني في المدرسة الثانوية واستمرت في المشاركة خلال حياتها الجامعية. تعرف نفسها كنباتية وتتجنب منتجات الألبان. عرفت شيفتشينكو أنها مثلية في سن الرابعة عشر، لكنها لم تعرف الكثير عن المثلية الجنسية حتى بلغت العشرين. حصلت شيفتشينكو على ميدالية ذهبية عندما تخرجت من المدرسة الثانوية، وكُرمت في عام 2001 بميدالية طالبة كييف للثقافة البدنية والرياضية.
التحقت بالجامعة التربوية الوطنية دراغومانوفا في كلية علوم الحياة، وحصلت على أوراق اعتمادها في التدريس مع مرتبة الشرف، وحصلت لاحقًا على درجة الماجستير في علم الاجتماع من أكاديمية كييف موهيلا الوطنية. عملت أثناء دراستها الجامعية كمدربة مصارعة حرة لنادي أوليمبوس الرياضي في جامعة دراهومانوف. شاركت في عام 2004 في سباق الفخر غير المعلن مع عشرة ناشطين آخرين. كان المشاركون في «الركض من أجل الحياة» يرتدون أوشحة بألوان قوس قزح ويحملون علمًا صنع يدويًا.

## الحياة المهنية

### التعليم
بدأت شيفتشينكو بعد التخرج تدريس فصول علم الأحياء والتربية البدنية في جامعة دراهومانوف في عام 2004. انضمت إلى شبكة النساء كمتطوعة وبدأت في الدفاع عن حقوق المرأة وأفراد مجتمع الميم. لم يسعد المعلمون في مدرستها بسبب انفتاحها بشأن حياتها الجنسية وظهورها على التلفاز، وتناقشوا فيما بينهم حول إمكانية فصلها من العمل. نشأت مبادرة وطنية خلال فترة تدريسها لفصل معلمي مجتمع الميم من الجامعات وبدأت في التحدث ضد التشريع. أفصحت عن ميولها لوالديها في عام 2007، ولم تتقبل والدتها ذلك، لكن والدها كان متسامحًا.
تركت شبكة النساء في عام 2007، وشاركت في تأسيس منظمة إنسايت غير الحكومية مع آنا دوفجوبول وناشطة أخرى. شملت أهداف المنظمة الدعوة إلى شمول المثليين على منصة نسوية. سُجلت إنسايت رسميًا في عام 2008، وفي عام 2009 استقالت شيفتشينكو من التدريس للعمل في المنظمة بدوام كامل.

### بداية نشاطها
أصبحت شيفتشينكو رئيسة إنسايت في عام 2010. تنقّل موقع المنظمة سريًا كل عام أو عامين، بسبب التهديدات التي تعرضت لها والموظفين. خططت شيفتشينكو وناشطون آخرون من مجموعات بما في ذلك إنسايت والهجوم النسوي ومركز الثقافة المرئية لمسيرة يوم المرأة العالمي في كييف عام 2011، بمشاركة كل من الرجال والنساء. أصبحت المسيرة تقليدًا سنويًا، ولكن منذ عام 2012، خاطر المتظاهرون بتعرضهم للهجوم من قبل خصوم اليمين المتطرف. أدى الضغط من أجل حقوق الإنسان إلى رد فعل عنيف من العناصر المحافظة التقليدية في أوكرانيا- نظرًا لعدم وجود انفتاح في المجتمع- والذين فضلوا أن يظل المثليون والمثليات مختبئين، وأن تبقى النساء في الأدوار المعتادة فقط. انتُخبت في عام 2012 كرئيسة مشاركة لمنظمة جامعة، هي مجلس مجتمع الميم في أوكرانيا. أصبحت من أبرز الناشطات في أوكرانيا، إذ شاركت في العديد من المناسبات التي تزيد من مرئية مجتمع الميم وتعزيز الوعي بالتقاطعية بين حقوق المرأة والفئات المهمشة الأخرى في البلاد. ذكرت الصحفية تيريزا لاشوك أن شيفتشينكو «لربما تكون أشهر مثلية في أوكرانيا».
دربت شيفتشينكو الناشطات في دورات للدفاع عن النفس، واللاتي غالبًا ما تعرضن للتهديد بالعنف بسبب التحدث علنًا كنسويات. كما تنسق جهود الضغط لتغيير التشريعات التي تهدف إلى تعقيم مغايري النوع الاجتماعي أو التي تسمح بالتمييز ضد الفئات المهمشة. كما تدعو إلى إجراء تغييرات في النظام التعليمي بحيث لا تقتصر الكتب المدرسية على الصور النمطية لأدوار الذكور والإناث. توثق شيفتشينكو التهديدات والاعتداءات التي يتعرضون لها، وتجري تدريبات للأطباء وعلماء النفس والشرطة لضمان حماية حقوق الإنسان. تنظم أيضًا مؤتمرات ومعارض تعليمية ومهرجانات ثقافية وعروض أفلام بغاية نشر التقبل.
اعتُقلت شيفتشينكو في عام 2012 بسبب التظاهر في اليوم العالمي لحقوق الإنسان احتجاجًا على التشريع الذي يحد من الحق في التجمع باستخدام الحظر المسمى بالترويج للمثلية الجنسية. حصل الناشطون على تصريح في البداية، لكن مُنع التجمع لاحقًا، بعد أن حكم القاضي بأن الاحتجاج قد يثير معارضة محافظة، وأشارت الشرطة إلى إحجامها عن توفير الحماية. ورغم أن التصريح كان متعلقًا بمكان التجمع، إلا أن شيفتشينكو طلبت موقعًا جديدًا، ولكن وفقًا للشرطة، كان التجمع غير قانوني وقُبض عليها مع سبعة متظاهرين آخرين وخمسة متظاهرين ضدهم. وقد أدينت بانتهاك أنظمة التجمع وفرضت عليها غرامة. فقدت استئنافها على الحكم في 2013.